# Mercy Fall
Mercy Fall es una banda de Rock de Flagstaff, Arizona.

## Historia
Después de enviar varias demos, la productora Atlantic Records los fichó el agosto de 2004. Más tarde empezarían a trabajar con el productor Howard Benson (el cual ha trabajado con gente de renombre como Motörhead, Papa Roach o My Chemical Romance).
Finalmente su álbum debut vio la luz el 9 de mayo de 2006 y tuvo por nombre For the Taken. De este álbum salió un sencillo llamado "I Got Life". Después de eso la banda acompañó a la banda Seether en su tour Karma and Effect.
En 2007 la banda haría la canción de entrada para el antiguo luchador de la WWE, Bobby Lashley. La canción apareció por primera vez en el evento PPV, The Great American Bash de ese año. La canción se llamó "Hell Will Be Callin'".
El 12 de diciembre de 2007 el cantante principal, Nate Stone, dejó el grupo para centrarse en la música Folk.

## Discografía
| Año  | Detalles                                                                        |
| ---- | ------------------------------------------------------------------------------- |
| 2006 | For The Taken - Lanzado: 9 de mayo de 2006 - Productora: Atlantic - Formato: CD |